# Hadrobregmus notatus
Hadrobregmus notatus är en skalbaggsart som först beskrevs av Thomas Say 1825.  Hadrobregmus notatus ingår i släktet Hadrobregmus och familjen trägnagare. Inga underarter finns listade i Catalogue of Life.